# Атанас Мерджанов
Атанас Тодоров Мерджанов е български политик от БСП. Областен лидер на БСП в Ямбол. По професия е социолог. Народен представител в XXXVIII, XL и XLI народно събрание – избран от листата на Коалиция за България. Зам.-председател на ПГ на КБ в XL НС. Член на ВС на БСП. Разведен, с пет деца.

## Биография
Атанас Мерджанов е роден на 3 септември 1963 година в град Елхово. Завършва специалност „Социология“ в СУ Св. „Климент Охридски“.
На парламентарните избори в България през 2013 година е водач на листата на Коалиция за България в 31-ви МИР Ямбол.